# America, I Hear You Singing
America, I Hear You Singing – studyjny album winylowy nagrany i wydany w 1964 roku przez amerykańskich piosenkarzy: Binga Crosby'ego, Franka Sinatrę oraz Freda Waringa z jego zespołem The Pennsylvanians. Album jest zbiorem patriotycznych piosenek, nagranych w hołdzie zamordowanemu 22 listopada 1963 roku prezydentowi Johnowi F. Kennedy'emu. Artyści ponownie współpracowali przy albumie 12 Songs of Christmas, wydanym jeszcze w tym samym roku.

## Lista utworów

### strona 1
| 1. | „America, I Hear You Singing” (Fred Waring & The Pennsylvanians)   | 0:53  |
|    |                                                                    |       |
| 2. | „This Is a Great Country” (Bing Crosby)                            | 2:41  |
|    |                                                                    |       |
| 3. | „The House I Live In” (Frank Sinatra)                              | 3:39  |
|    |                                                                    |       |
| 4. | „The Hills of Home” (Fred Waring & The Pennsylvanians)             | 4:39  |
|    |                                                                    |       |
| 5. | „This Land Is Your Land” (Bing Crosby)                             | 3:25  |
|    |                                                                    |       |
| 6. | „Give Me Your Tired, Your Poor” (Fred Waring & The Pennsylvanians) | 3:01  |
|    |                                                                    |       |
|    |                                                                    | 18:18 |
|    |                                                                    |       |

### strona 2
| 1. | „You're a Lucky Fellow, Mr. Smith” (Frank Sinatra)                 | 3:46  |
|    |                                                                    |       |
| 2. | „A Home in the Meadow” (Bing Crosby)                               | 2:50  |
|    |                                                                    |       |
| 3. | „Early American” (Frank Sinatra)                                   | 3:34  |
|    |                                                                    |       |
| 4. | „You Never Had It So Good” (Bing Crosby i Frank Sinatra)           | 3:01  |
|    |                                                                    |       |
| 5. | „Let Us Break Bread Together” (Bing Crosby i Frank Sinatra)        | 3:39  |
|    |                                                                    |       |
| 6. | „The Stars and Stripes Forever” (Fred Waring & The Pennsylvanians) | 2:52  |
|    |                                                                    |       |
|    |                                                                    | 19:42 |
|    |                                                                    |       |

## Twórcy
- Frank Sinatra – wokal
- Bing Crosby – wokal
- Fred Waring and the Pennsylvanians – wokal
- Sonny Burke – producent